# Kai Hesse
Kai Hesse (Wickede, 1985. június 20. –) német labdarúgó, az FC Homburg csatára.